# Владения Хаоса
«Владения Хаоса» (англ. «The Courts of Chaos») — роман американского писателя Роджера Желязны, вышедший в 1978 году. Пятая, последняя книга из первой пенталогии цикла романов «Хроники Амбера». Предыдущая книга — «Рука Оберона»

## Переводы
Часто издаётся перевод на русский язык Алексея и Михаила Пчелинцевых. В  переводе Яны Ашмариной роман издавался под заглавием «Двор Хаоса» (например, ISBN 5-7921-0090-X, ISBN 5-7684-0068-0).

## Сюжет
Дара является в Амберский дворец, как посланница Оберона. Она беседует с Бенедиктом в тронном зале, но никто туда попасть не может. На входе в тронный зал возведен временной барьер. Многие видят сквозь этот барьер, как призрак Корвина отрубает Бенедикту механическую руку и скрывается. Дара передает приказ Оберона к началу военной операции против Дворов Хаоса.
Оберон готовится отремонтировать Лабиринт, что неминуемо приведёт к его смерти. Корвин говорит отцу, что не желает занять трон Амбера. Таким образом, рушится план Оберона, направленный на женитьбу Корвина с Дарой, и возведение их на трон.
Оберон сотворяет из крови Корвина Красную Птицу Судьбы и отправляет Корвина в путь, к Дворам Хаоса. Он утверждает, что Птица не сможет пронести Рубин (Камень Правосудия) все это расстояние, но нагонит Корвина в пути. Карты на время перестанут действовать.
Корвин скачет через Отражения. Его преследует Брэнд, пытаясь получить камень хитростью, утверждая, что Оберон погиб, не завершив своей работы. Таким образом, единственный способ спасти мир — отдать Камень Правосудия ему, Брэнду, чтобы он начертил новый Лабиринт. Хитрость не удалась, зато Брэнд посеял в душе Корвина тяжелейшие сомнения в успешности миссии.
Эти сомнения заставили Корвина начертить новый Лабиринт. Воспользовавшись минутой передышки, Брэнд отнимает у Корвина Камень Правосудия.
Прибыв к Двору Хаоса, Корвин натыкается на Бореля, который давно мечтает сразиться с ним. Видя, что Корвин не защищён доспехами, Борель демонстративно снимает свою защиту. Однако Корвин, не имея ни времени, ни сил меряться благородством в бесполезных поединках, во время короткого сражения подлавливает Бореля с помощью хитрой уловки, и поражает его своим мечом.
Смертельно уставший Корвин смотрит, как войска Бенедикта наносят сокрушительное поражение войскам Хаоса. Он видит, что в рядах амберцев сражаются его братья и сестры.
В этот момент появляется Бранд. На его груди сияет Рубин. Он берёт в заложницы Дейдру, любимую сестру Корвина. Неизвестный стрелок поражает Брэнда в горло серебряной стрелой. Брэнд вместе с Дейдрой падает в пропасть.
Убийцей Брэнда оказывается считавшийся мертвым его брат Каин. Каин говорит Корвину, что полагал его виновным — как в гибели Эрика, так и в разрушении Лабиринта. Поэтому Каин отправился в одно из Отражений, нашел там своего двойника, и зарезал его. Это он сделал для того, чтобы подставить Корвина. Когда уловка не удалась, Каин проходит Лабиринт и переносится в покои Корвина. Так Корвин получил удар ножом. Впоследствии, связавшись с Джулианом, Каин понял свою ошибку.
К Корвину подходит Дара. Она только что встретила умирающего Бореля. Тот рассказал ей, что Корвин сумел победить его только с помощью обмана, а не в честном бою. Борель учил её фехтованию. Дара проклинает Корвина и говорит, что вместе им не быть никогда.
К Корвину подходит тот самый молодой человек, что пощадил его во время предыдущего посещения Дворов Хаоса. Это — его сын Мерлин. Они знакомятся и Корвин рассказывает сыну свою историю.
Из пропасти поднимается Единорог. На его роге висит Рубин. Единорог кланяется Рэндому, вручая ему Камень Правосудия и вместе с тем судьбу Амберского трона. Все присутствующие (и Мерлин в их числе) присягают Королю.
Корвин помогает Рэндому настроиться на Камень, чтобы Рэндом приступил к первому монаршему деянию — защитил всех присутствующих от ужасной грозы, наступающей с севера. Корвин собирается поспать, чтобы потом отправиться во Двор Хаоса и увидеть погребение своего отца Оберона.

## Библиографическая информация
- OCLC 4036161
- Классификация Библиотеки Конгресса (LCC) PZ4.Z456 Co PS3576.E43
- Десятичная классификация Дьюи 813/.5/4